# Alto Río Pico
Aldea Alto Río Pico es una localidad argentina del departamento Tehuelches, Provincia del Chubut. Se ubica en las coordenadas 45°35'2"S 67°18'13"O,sobre la Ruta Provincial 64, cerca del empalme con la Ruta Provincial 19 a de 20 km de Río Pico.
El poblado está asentado en un pequeño valle de un afluente del arroyo Tromencó, donde se realizan actividades agrícolas y ganaderas.

## Toponimia
La localidad lleva el nombre del ingeniero Octavio Pico Burgess (1837-1892), en honor a su tarea como perito en el conflicto limítrofe entre Argentina y Chile.